# USS Picuda (SS-382)
El USS Picuda (SS-382) fue un submarino clase Balao de la Armada de los Estados Unidos que combatió en la guerra del Pacífico. Fue transferido a la Armada Española, bajo cuya bandera sirvió como Narciso Monturiol (S-33).

## Construcción y características
Su construcción inició el 15 de marzo de 1943, en el Portsmouth Navy Yard de Nuevo Hampshire. Fue botado el 12 de julio de 1943 y puesto en funciones el 16 de octubre de 1943.

## Servicio

### Estados Unidos

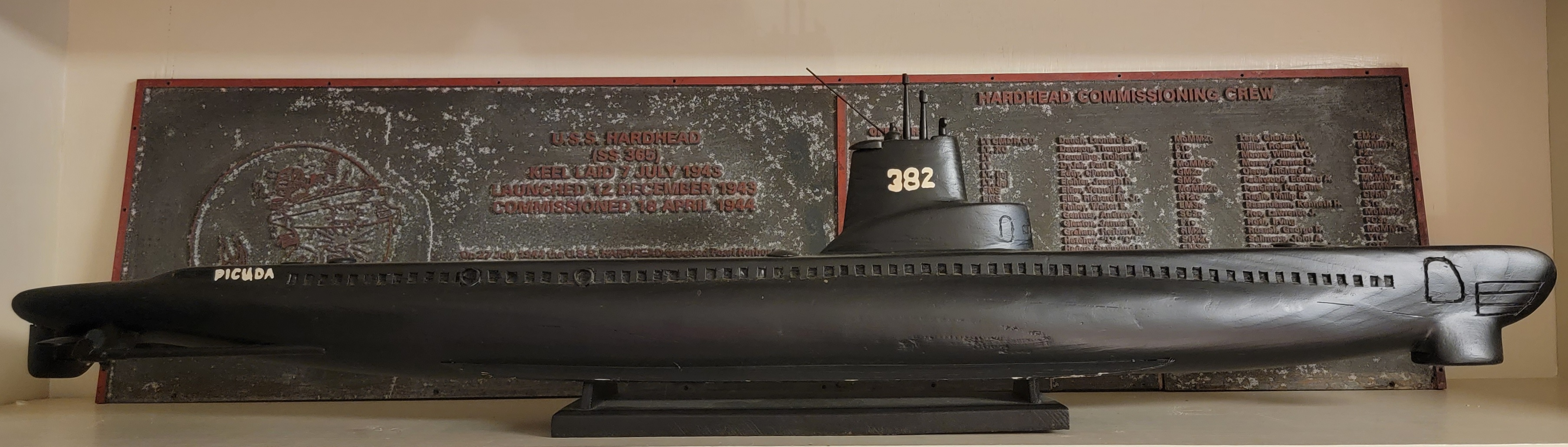
Maqueta del USS Picuda

Inicialmente, el submarino iba a llamarse «Obispo», pero luego cambió por «Picuda», nombre reminiscente del sphyraena, un pez carnívoro que habita el Atlántico Norte y el mar Caribe.
El buque se unió a la Flota del Pacífico en Balboa (Panamá) el 13 de enero de 1944. Después, recaló en Pearl Harbor el día 27, y se unió al Submarine Squadron 20, Submarine Division 201.
El USS Picuda zarpó en su primera patrulla el 17 de febrero de 1944 con rumbo a las islas Carolinas. No muy lejos de Chuuk, el submarino hundió al barco Shinyo Maru el 2 de marzo. Continuando su patrulla, navegó hacia la zona de Saipán y Palaos. El 18 de marzo, el Picuda logró impactos en un buque tanque enemigo pero fue rechazado por dos destructores. En las primeras horas del día siguiente, hundió al carguero Hoko Maru con dos torpedos, cerca de la isla Yap. El 30 de marzo, el Picuda echó a pique al mercante Atlantic Maru y fue perseguido por dos destructores consiguiendo escapar. El submarino finalizó la salida el 5 de abril con su arriba a las islas Midway.
Entre el 28 y 30 de abril, el Picuda sirvió de plataforma de entrenamiento para oficiales y marineros. Luego, zarpó el 4 de mayo en un grupo junto a los submarinos USS Perch y USS Peto. Esta segunda patrulla de combate fue realizada en aguas de la isla Formosa (Taiwán). El 22 de mayo, hundió el bote Hashidate con cuatro torpedos. También, averió gravemente al carguero Tsukauba Maru con la misma salva.
El 2 de junio, el Picuda halló un grupo de doce barcos navegando por la costa de Formosa. Avisó a los otros submarinos de su grupo y procedió a atacar. Deslizándose entre los escoltas, lanzó tres torpedos contra un carguero. Evadió una gran cantidad de cargas de profundidad, lanzadas por ocho buques enemigos. Continuó en Formosa hasta el 4 de junio, cuando avanzó a la isla de Batán y el este de las islas Ryūkyū. El 14 de junio, pasó por el norte de Chichi-jima. Dos días después, puso proa a Midway, donde llegó el 22 de junio, para zarpar al día siguiente y arribar a Pearl Harbor el 27 de junio.
El SS-382 inició su tercera patrulla el 2 de julio de 1944 en el estrecho de Luzón, en conjunto con los USS Spadefish y USS Redfish. El 25 de agosto, el Picuda avistó un grupo de diez barcos japoneses en Luzón. Ese día, hundió al carguero Kotoku Maru y maniobró para un disparo down the throat, que acabó con el destructor Yūnagi.
El 16 de septiembre, el submarino protagonizó otro ataque en Luzón. Esta vez, contra un convoy de ocho barcos custodiado por tres destructores y cobertura aérea. Echó a pique al carguero Tokushima Maru e hizo impacto en otros dos buques. El día 21, torpedeó al Awaji Maru. El USS Picuda finalizó la patrulla en el atolón Majuro el 3 de octubre con los USS Barb y USS Queenfish.

### España
El 1 de octubre de 1972, Estados Unidos transfirió a España los USS Bang y USS Picuda, en calidad de préstamo con el nombre de Narciso Monturiol (S-33), siendo el segundo buque en portar el citado nombre en la Armada Española. Desde su incorporación, el Picuda padeció inconvenientes que lo mantuvieron en reparaciones. En 1975, sufrió la ingestión de agua en los motores, quedando fuera del servicio definitivamente. Sirvió de fuente de repuestos para los otros submarinos españoles y fue dado de baja en 1977.
Después de la baja del S-33, la Armada Española impuso el nombre Narciso Monturiol al S-35 (USS Jallao).